# Cathédrale de la Sainte-Trinité de Vranje
Pour les articles homonymes, voir Cathédrale de la Sainte-Trinité.
La cathédrale de la Sainte-Trinité de Vranje (en serbe cyrillique : Саборна црква Св. Тројице у Врању ; en serbe latin : Saborna crkva Sv. Trojice u Vranju) est une cathédrale orthodoxe serbe serbe située à Vranje, dans le district de Pčinja en Serbie. Elle est inscrite sur la liste des monuments culturels protégés de la république de Serbie (no SK 1924),.

## Présentation

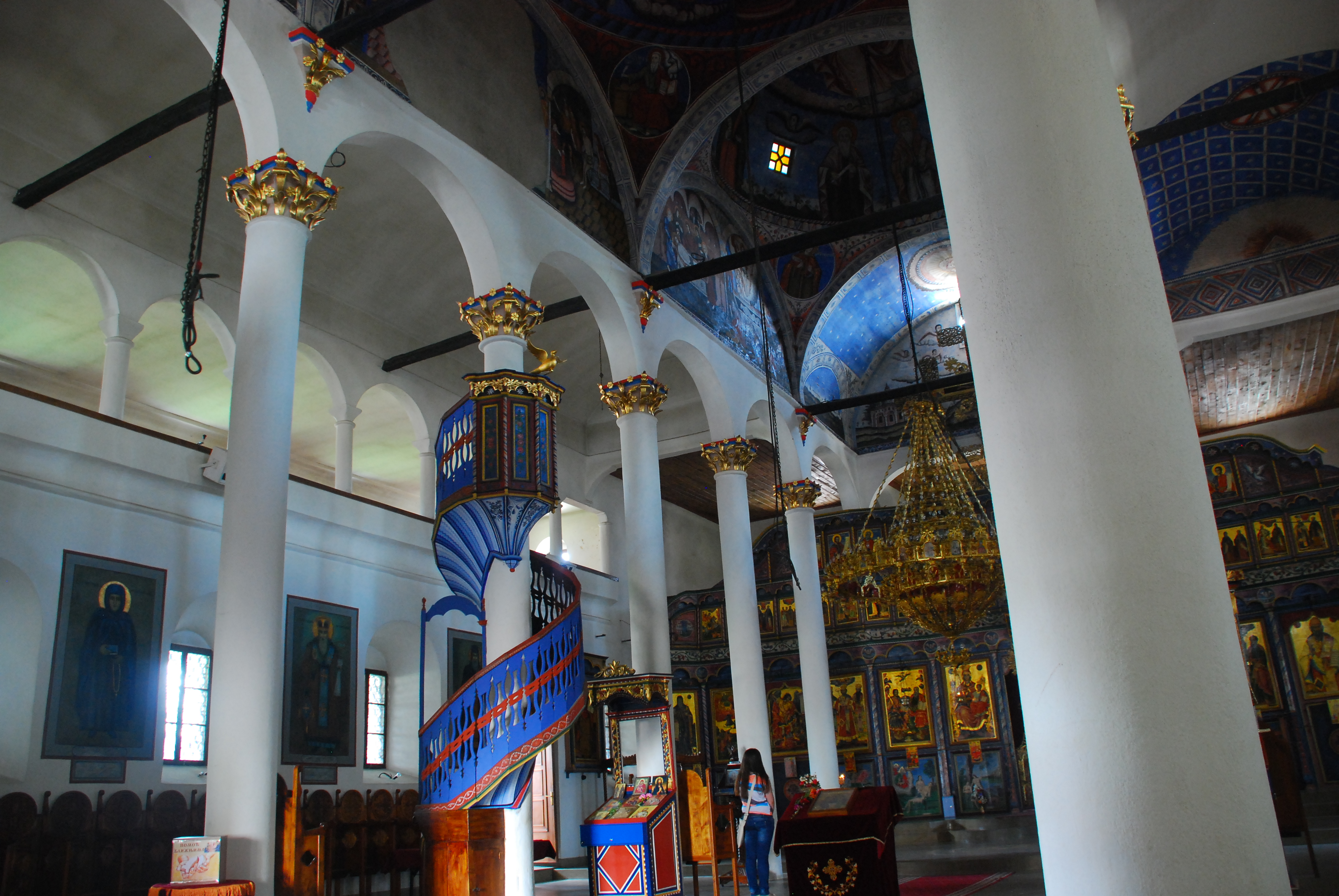
L'intérieur de l'église, avec l'iconostase.

Une première église dédiée à la Sainte Trinité a été construite à Vranje en 1837 ; après la révolte des Arnaoutes, des Albanais chrétiens, contre les Ottomans, en 1843, cette église a été démolie. Une nouvelle église a été construite sur ses fondations de 1858 à 1860, de style serbo-byzantin, selon un projet de Kosta Damjanov, le frère d'Andreja Damjanov (1813-1878), un architecte originaire de la région de Debar (aujourd'hui en Macédoine du Nord).
La cathédrale est un édifice de plan basilical à trois nefs prolongées par trois absides polygonales du côté est et un porche-galerie le long des côtés ouest, nord et sud. L'intérieur est divisé par des piliers élancés qui portent des arcs demi-circulaires ; la nef principale est surmontée en son centre par trois coupoles, tandis que les nefs latérales sont dotées de voûtes segmentaires.
À l'intérieur, les parties hautes de la nef ont été peintes par Emanuel Isaković en 1859. L'iconostase, richement sculptée, a été peinte en 1859-1860 par Dimitar Krstević (1819-1879) surnommé Dičo,, l'un des peintres d'icônes les plus talentueux de cette époque. Il a peint les icônes du trône et des Grandes fêtes liturgiques et des figures d'apôtres, tandis que les fresques du socle, les portes royales et la croix de la Crucifixion du Christ ont été peintes par d'autres artistes de l'école de Dabar, Vene et Zafir. En plein XIXe siècle, ces icônes restent influencées par la peinture byzantine à laquelle Dimitar Krstević a mêlé des inscriptions serbo-slaves calligraphiées.

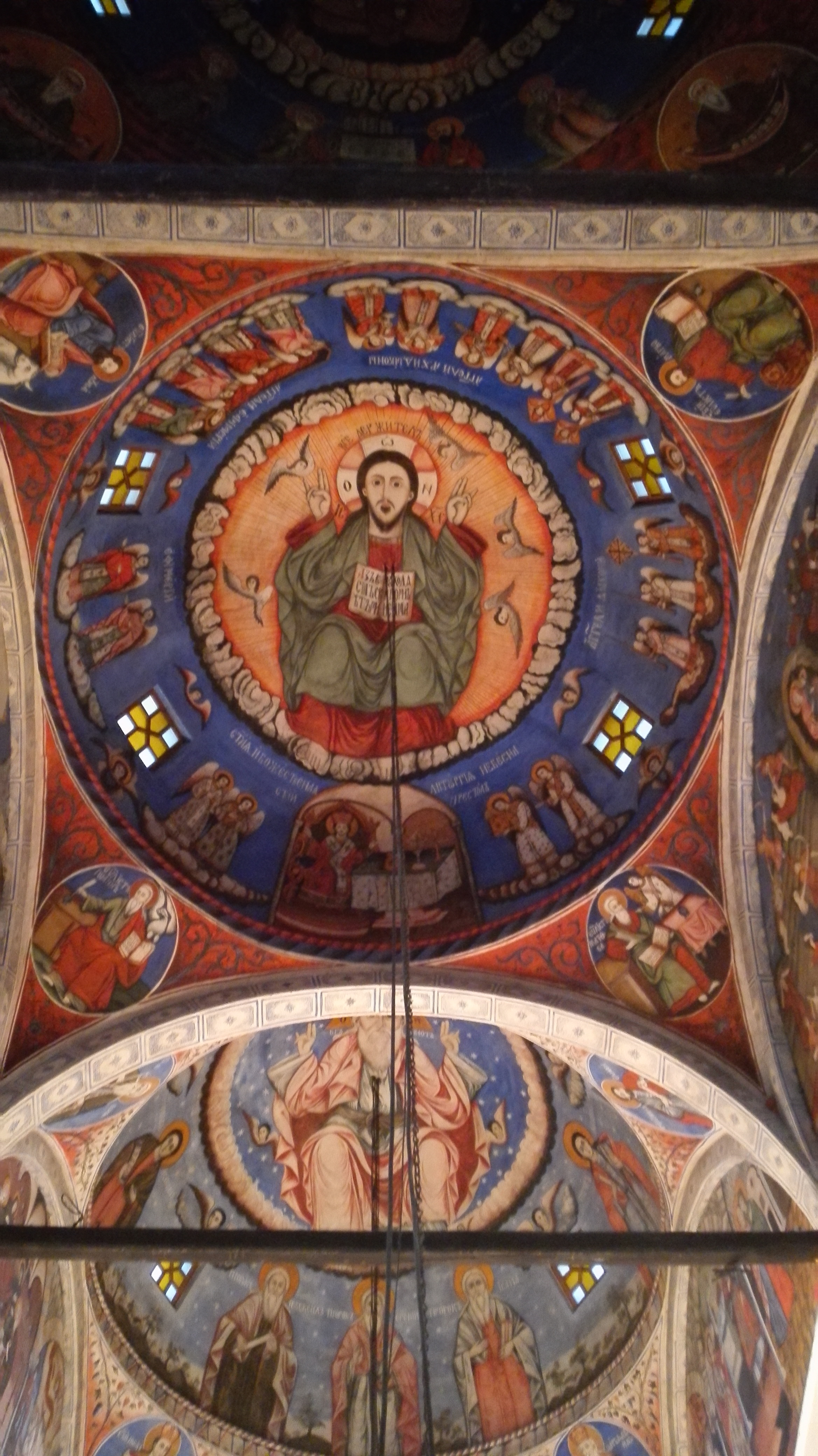
Fresques.
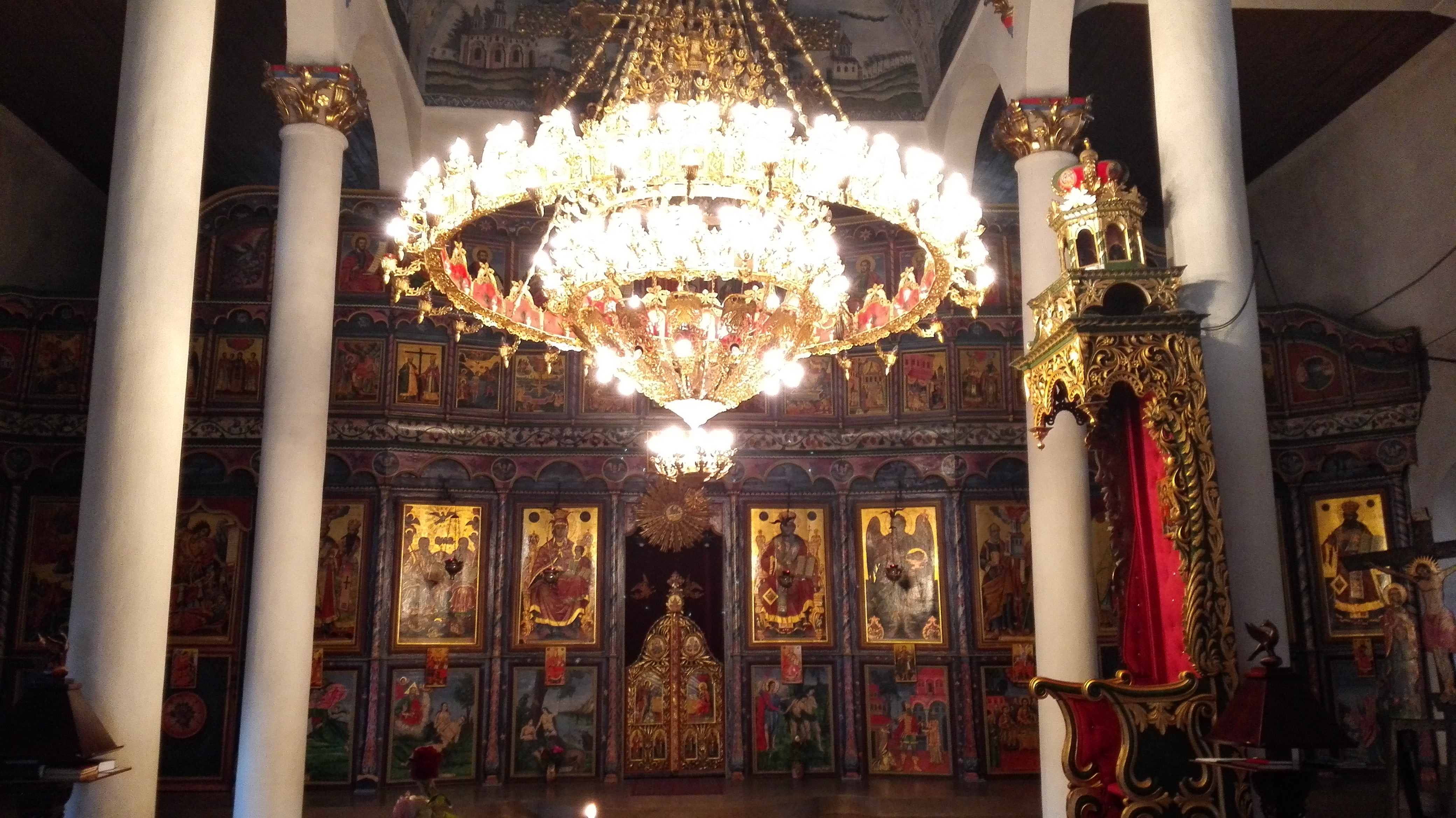
Vue de l'iconostase de la cathédrale.

Deux expositions d'icônes de la cathédrale de Vranje ont été organisées, l'une dans la galerie de l'Académie serbe des sciences et des arts à Belgrade de décembre 2001 à janvier 2002, l'autre dans la chapelle de la Sorbonne à Paris, organisée par l'éparchie de Vranje, le ministère de la Culture de la république de Serbie et l'ambassade de Serbie en France de décembre 2002 à janvier 2003 ; cette dernière exposition a donné lieu à un riche catalogue en français et en serbe.